# Фюзит
Фюзит (англ. fusite, нім. Fusit m) — підклас вугілля класу фюзенолітів, матове вугілля, яке містить від 75 до 100 % різних фюзенізованих мікрокомпонентів. За участі другорядних компонентів (ліпоїдних і геліфікованих) в них виділяються петрографічні типи, підтипи та інш. За переважаючою речовиною виділяються телофюзити і гомофюзити. (Вальц, Гінзбург, Крилова, 1968).